# Bobbing (Kent)
Bobbing est une paroisse civile et un village du Kent, en Angleterre.